# Mike Eden
Edward Michael Eden (nacido el 22 de mayo de 1949) es un exjugador de cuadro panameño/estadounidense de la Grandes Ligas de Béisbol que jugó para los Atlanta Braves en 1976 y los Chicago White Sox en 1978.

## Carrera

### Inicios

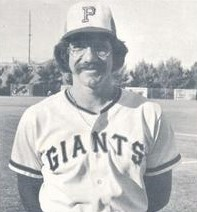
Eden con los Phoenix Giants en 1975

Eden tiene la distinción de ser el único jugador de Grandes Ligas nacido en Fort Clayton, una antigua base militar estadounidense en el lado Pacífico del Canal de Panamá . Asistió a la Universidad del Sur de Illinois y, como miembro de SIU Salukis, fue seleccionado tercera base para el equipo de todos los torneos de la Serie Mundial Universitaria de 1971 . En 1970 y 1971, jugó béisbol universitario de verano con los Orleans Cardinals de la Liga de Béisbol de Cape Cod y ganó el título de bateo de la liga en 1970.

### Carrera Profesional
Firmado por los Gigantes de San Francisco en 1972, Eden fue adquirido por los Bravos de Atlanta en 1976 como parte de un intercambio de cinco jugadores. Apareció en cinco juegos con Atlanta en esa temporada antes de unirse a los Medias Blancas de Chicago en 1978, y también pasó parte de tres temporadas en Triple-A con los Iowa Oaks (1978) y los Rochester Red Wings (1979-1980). En dos temporadas de Grandes Ligas, Eden registró un promedio de bateo de .080 (2 de 25) y anotó una carrera en 15 juegos. Bateó .269 (251 de 932) en 266 juegos de ligas menores, incluidos 16 jonrones, 114 carreras impulsadas y un porcentaje de embase de .363.

## enlaces externos
- Esta obra contiene una traducción  derivada de «Mike Eden (baseball)» de Wikipedia en inglés, publicada por sus editores bajo la Licencia de documentación libre de GNU y la Licencia Creative Commons Atribución-CompartirIgual 4.0 Internacional.
- Mike Eden en MLB
- Mike Eden en ESPN
- Mike Eden en Baseball Cube
- Mike Eden en Baseball Reference
- Mike Eden en Retrosheet
- Mike Eden en SIU

- Datos: Q6846661